# Nishihara, Okinawa
Nishihara (japanska: 西原町?, Nishihara-chō), okinawianska: ニシバル Nishibaru, är en landskommun (köping) i Okinawa prefektur, Japan. Den ligger på huvudön Okinawa cirka 9 kilometer öster om residensstaden Naha. I kommunen ligger Ryukyus universitet.